# Trigonomma fossulatum
Trigonomma fossulatum är en tvåvingeart som först beskrevs av Friedrich Hermann Loew 1863.  Trigonomma fossulatum ingår i släktet Trigonomma och familjen fritflugor. Inga underarter finns listade i Catalogue of Life.